# Juanes de Artaza
Juanes de Artaza nacido hacia 1535, fue un capitán de la conquista del Tucumán.

## Biografía
Vecino fundador de la primera Londres (1558) que levantó Juan Pérez de Zurita, luego se encontró en la fundación de San Miguel de Tucumán (1565). En esta ciudad fue vecino feudatario y procurador general (1570), además de desempeñar diversos otros cargos concejiles. Fue encomendero de los pueblos de Singuil y Gastona. 
Refiere Carlos Luque Colombres, siguiendo al historiador jesuita Pedro Lozano, que Gaspar de Medina marchó a Chile mandado por el gobernador Francisco de Aguirre, en busca de auxilios para proseguir la campaña de descubrimiento, conquista y pacificación del hoy noroeste argentino, en 1564. Medina regresó de La Serena trayendo a su familia y a 22 soldados. Además llevaba a 9 doncellas huérfanas, con el propósito de casarlas con los conquistadores. Entre ellas se encontraba doña Francisca de Cuellar, quien se casó luego con el capitán Juanes de Artaza. 
El capitán Artaza falleció a principios del siglo XVII y fue enterrado en la iglesia Mayor (hoy catedral) de San Miguel de Tucumán.
- Datos: Q5953943